# Yaakov Abuhatzeira
Yaakov Abuhatzeira, también conocido como el Abir Yaakov (Tafilalet, Reino de Marruecos, 1806- Damanhur, Jedivato de Egipto, 1880) fue un importante rabino y cabalista marroquí del siglo XIX. En 1879, Abuhatzeira dejó su Marruecos natal y se embarcó en un peregrinaje hacia Tierra Santa a través de Argelia, Túnez y Libia. Mientras pasaba por el Delta del Nilo, cerca de la ciudad egipcia de Damanhur, el rabino enfermó y falleció. Fue enterrado en Damanhur y su tumba se convirtió en un lugar de rezo y  peregrinación. Yaakov Abuhatzeira era el abuelo del Rabino Israel Abuhatzeira, también conocido popularmente como Baba Sali, un reverenciado rabino y cabalista, cuya tumba en Netivot es uno de los lugares de peregrinación más populares en Eretz Israel.

## Peregrinaje anual
Cada año en el día 19 del mes de Tevet, una ceremonia tiene lugar frente a su tumba, en Egipto, a menudo atienden a dicha ceremonia centenares de devotos, muchos de ellos procedentes de Israel. La tumba es un lugar oficial antiguo, y está protegida por el Gobierno de Egipto. Algunos egipcios han protestado, porque el gobierno de su nación permite a los peregrinos israelíes entrar en el país para hacer una peregrinación anual, ante la tumba del Rabino Yaakov Abuhatzeira. En el año 2012, el ministro de asuntos exteriores egipcio dijo que no era apropiado que los peregrinos israelíes visitaran cada año la tumba del Rabino Abuhatzeira. Gamal Heshmat de los Hermanos Musulmanes dijo que los activistas planeaban hacer sentadas y otras protestas, para bloquear el camino a los peregrinos. Los activistas estaban contra la normalización de relaciones con el Estado de Israel. Un tribunal de justicia egipcio, prohibió de manera permanente la celebración judía, la cual ha tenido lugar desde la firma de un acuerdo de paz con Israel, en 1979, y pidió al gobierno egipcio que eliminase la tumba, el lugar donde tiene lugar la ceremonia, de la lista oficial de santuarios. El tribunal dijo que su decisión estaba basada en las ofensas morales cometidas durante los años previos, durante el festival de tres días que celebra el nacimiento del Rabino Yaakov Abuhatzeira. No obstante, el tribunal no mencionó cuales eran dichas ofensas.